# روستای اوچ تپه قلعه
روستای اوچ تپه یکی از روستاهای شهرستان میاندوآب واقع در 10 کیلومتری آن می باشد.

## جمعیت
جمعیت این روستا تقریباً به 1000 نفر میرسد.

## موقعیت جغرافیایی
از لحاظ موقعیت جغرافیایی این روستا در کنار رودخانه جیغاتو واقع شده است .

## کشاورزی
این روستا از نظر کشاورزی بسیار غنی است و بالای چند 100 هکتار زمین کشاورزی دارد.

## محصولات
به لحاظ کشاورزی محصولات بیشماری اعم از سیب ، گلابی، هلو،آلوچه ، شلیل ، انگور ،یونجه و گندم و...را دارا میباشد.
از لحاظ دامپروری نیز این روستا در سطح بالایی قرار دارد که شامل پرورش گاو ، گوسفند و در بخش طیور خروس و مرغ و اردک و غاز می باشد.

## مسکن
در این روستا اکثر بافت ها قدیمی است ولی تعدادی خانه های جدید ایمن نیز وجود دارد که رفته رفته بر تعداد خانه های بازسازی شده افزوده میشود.

## وضعیت امتیازات
طی سال های اخیر برای این روستا تمامی امتیازات آب ، برق ، گاز و تلفن  تامین شده است.